# Antti Hyvärinen
Antti Abram Hyvärinen (Rovaniemi, 21 juni 1932 - Bad Nauheim, 13 januari 2000) was een Fins schansspringer. 

## Carrière
Hyvärinen nam tweemaal deel aan de spelen en behaalde tijdens de Olympische Winterspelen van 1956 de gouden medaille bij het schansspringen. Deze Olympische wedstrijd gold tevens ook als wereldkampioenschap.
Hyvärinen brak zijn heup tijdens een training in het najaar van 1957, vanwege deze blessure beëindigde hij vroegtijdig zijn carrière. Van 1960 tot en met 1964 was Hyvärinen bondscoach van het Finse schansspringteam.

## Belangrijkste resultaten

### Olympische Winterspelen
| Editie | Plaats            | Grote schans    |
| ------ | ----------------- | --------------- |
| 1952   | Oslo              | 4e              |
| 1956   | Cortina d'Ampezzo | Gouden medaille |

### Wereldkampioenschappen schansspringen
| Jaar | Plaats            | Resultaten |
| ---- | ----------------- | ---------- |
| 1956 | Cortina d'Ampezzo | K90        |